# بلاورستان
بلاورستان هو الاسم التاريخي لغلغت-بلتستان التي استعادت بعض الانتشار في السنوات الأخيرة من خلال الحركات السياسية في باكستان. كانت الهجاء الإنجليزي القديم للاسم بولوريستان أو بلاورستان، وأول استخدام موثق له هو في المصادر الصينية من القرن الثامن الميلادي. تشمل بلاورستان شيترال، جيلجيت، سكاردو، هونزا، ناجار، إيشكومان، بونيل وياسين. بالإضافة إلى ذلك، تعتبر مناطق بلستان، لاداخ (بما في ذلك كارجيل) جزءًا من بالوارستان من قبل الأحزاب القومية في غلغت.